# Cimetière naturel de Souché
Le cimetière naturel de Souché, situé dans l'ancienne commune de Souché, aujourd'hui partie de Niort, est un cimetière naturel conçu comme un lieu de sépulture écologique ouvert en 2014.

## Description
Les défunts sont enterrés dans un cercueil de bois ou de carton, sans vernis ni poignées en cuivre.
Les cendres des personnes incinérées sont enterrées dans des urnes biodégradables.
Un pupitre permet de matérialiser l'emplacement des tombes, et les familles peuvent y planter des fleurs.
Il est orné de sculptures, comme celle du Gardien, de l'Arbre des Printemps et de la Porte.